# 麻生将豊
麻生 将豊（あそう まさひろ、1984年12月29日 - ）は、日本の実業家、起業家。麻生商事代表取締役社長、株式会社エクストーン取締役、日本青年会議所第72代会頭。父は内閣総理大臣（第92代）を務めた麻生太郎。叔母は寛仁親王妃信子であり、従妹に彬子女王と瑶子女王がいる。

## 概要
昭和59年に麻生太郎の長男として生まれる。慶應義塾大学在学中にネットベンチャーを創業し、川上量生らと協力する形でドワンゴの子会社ニワンゴの創設にも関与し、ニコニコ動画の立ち上げにも貢献した。2012年、トヨタ自動車九州に入社、生産管理職に従事する。2015年より、麻生グループの一部である麻生商事の代表取締役を務める。

## 来歴
2005年3月、大学の同級生と「有限会社シーリンク」を創業する。ニワンゴの創業やニコニコ動画の立ち上げにも貢献した。
2006年10月、「株式会社エクストーン」の取締役に就任。ニコニコ動画の関連事業として「ニコニコ直販」「ニコニコ市場」などを展開。
2008年、ミズーリ州のウィリアム・ジュエル大学に留学する。
2012年、トヨタ自動車九州に入社。
2014年3月、トヨタ自動車九州退社後、株式会社麻生に入社。
2015年、麻生商事の代表取締役に就任。株式会社麻生取締役、麻生セメント取締役、アソウ・ヒューマニーセンター取締役も兼任。
2023年1月、公益社団法人日本青年会議所の会頭に就任した。父親の麻生太郎も1978年に会頭を務めており、親子2代での会頭就任となる。